# Žalm 37

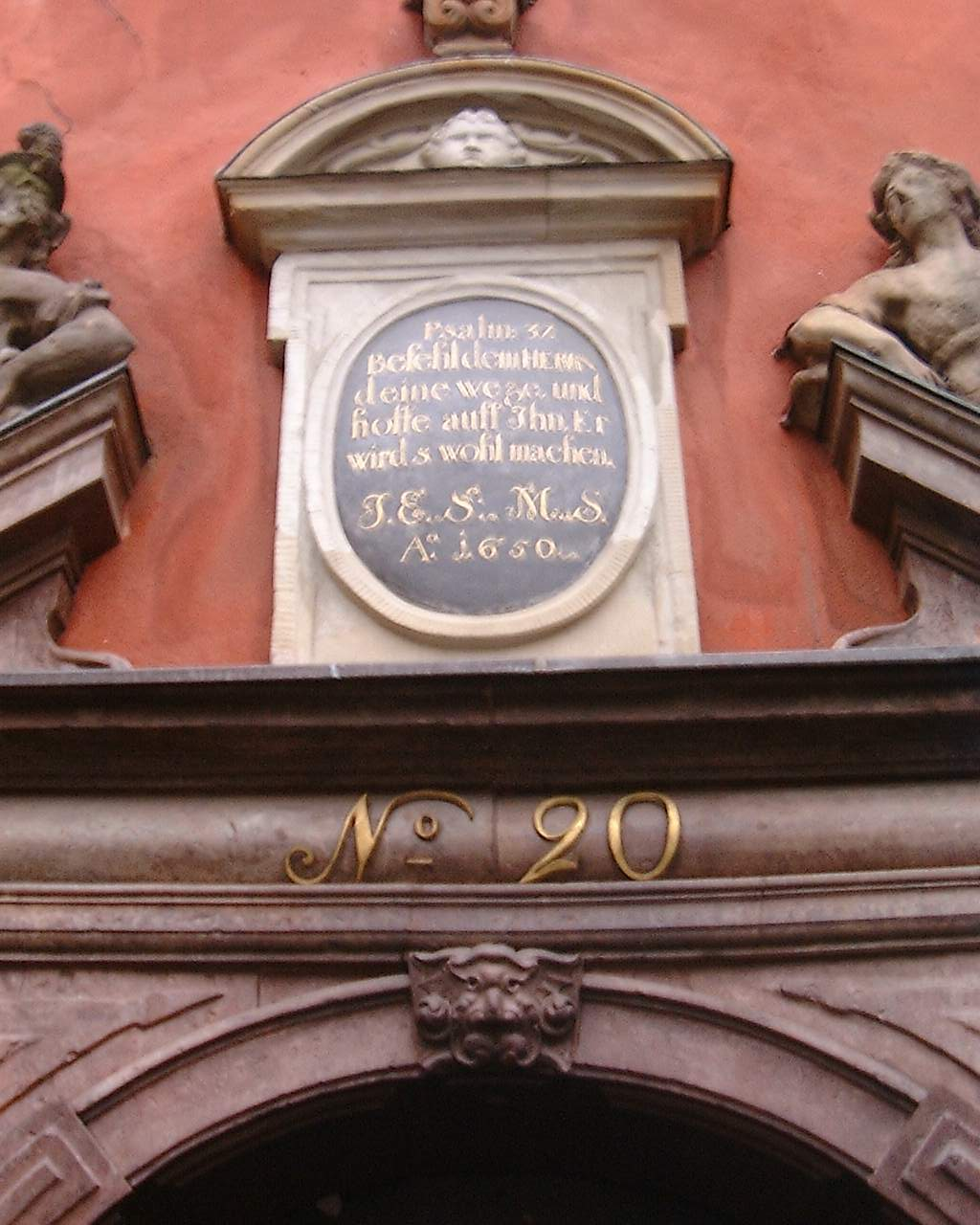
Nápis nad vchodovými dveřmi domu Stortorget 20, Gamla stan, Stockholm, který cituje Žalm 37:5 ve staroněmčině: "Befehl dem Herrn deine wege und hoffe auff Ihn, Er wirds wohl machen."; český překlad: "Svěř svou cestu Hospodinu, důvěřuj mu a on ji uskuteční."

Žalm 37 („Nevzrušuj se kvůli zlovolníkům“) je biblický žalm. V překladech, které číslují podle Septuaginty, se jedná o 36. žalm. Žalm je nadepsán takto: „Davidův.“ Podle některých vykladačů toto nadepsání znamená, že žalm byl určen pro krále z Davidova rodu. Tradiční židovský výklad připisuje sepsání takto označených žalmů přímo králi Davidovi. Spis Šimuš Tehilim („Užití Žalmů“), jehož autorem je zřejmě židovský učenec Chaj Ga'on (939–1038), uvádí, že recitace 37. žalmu je vhodná pro ty, kdo se chtějí vystříhat opilství.